# Barys Chralowitsch
Barys Chralowitsch (belarussisch Барыс Храловіч, engl. Transkription Barys Khralovich, russisch Борис Хролович – Boris Chrolowitsch – Boris Khrolovich; * 16. April 1936 in Nowaja Bajarschtschyna, Mahiljouskaja Woblasz) ist ein ehemaliger belarussischer Geher, der für die Sowjetunion startete.
Bei den Olympischen Spielen 1964 wurde er im 20-km-Gehen Siebter in 1:32:46 h.
1963 wurde er Sowjetischer Meister im 20-km-Gehen. Seine Bestzeit über diese Distanz von 1:25:45 h stellte er am 21. Juli 1968 in Leningrad auf.